# Reimund Bieringer
Reimund Bieringer (1957) è un presbitero, teologo, biblista e accademico tedesco di religione cattolica.
Sacerdote gesuita della diocesi di Spira, in Germania, ha insegnato esegesi del Nuovo Testamento presso la Facoltà di Teologia e Studi Religiosi dell'Università Cattolica di Lovanio, in Belgio. i suoi interessi di studio e ricerca comprendono la Seconda Lettera ai Corinzi (esegesi e teologia), il Vangelo secondo Giovanni (antigiudaismo, Maria Maddalena e il Noli me tangere) e l'ermeneutica biblica (l'approccio noto come normatività del futuro).

## Biografia
Bieringer studiò teologia alla Sankt Georgen Graduate School of Philosophy and Theology, istituto gesuita di Francoforte, e successivamente, alla facoltà teologica dell'Università Cattolica di Lovanio, presso la quale nel 1986 discusse una dissertazione di dottorato che esponeva l'esegesi di 2 Corinzi 5:14-21 in relazione al contesto dell'epistola, e che fu parzialmente pubblicata nel volume  Studies on 2 Corinthians, scritto insieme a Jan Lambrecht.
Due anni più tardi divenne sacerdote della diocesi di Spira e fu assegnato ad una parrocchia di Rodalben fino al 1990, quando fu nominato membro a tempo indeterminato della Facoltà di Teologia (ora Facoltà di Teologia e Studi religiosi) dell'Università di Lovanio. Dal 2008 al 2012 fu vicedirettore della attività di ricerca di tale dipartimento, e, dal 2014, coordinatore didattico dell'unità di ricerca sugli studi biblici. Contestualmente, è stato anche cofondatore e capo del Centro studi sulla teologia sdele donne, oltre ad essere responsabile del gruppo di ricerca per l'esegesi, l'ermeneutica e la teologia del Corpus Paulinum e del Corpus Johanneum. Dal 2011 è stato il segretario della conferenza biblica annuale intitolata Colloquium Biblicum Lovaniense.
Tra il 2012 e il 2015 Bieringer è stato presidente dell'Associazione europea di studi biblici, nonché segretario della rivista teologica Colloquium Oecumenicum Paulinum, della quale nel 2010 è stato eletto presidente.

## Contributo agli studi biblici

### Riconciliazione e 2 Corinzi
Bieringer è stato uno dei primi difensori dell'unità e dell'integrità della Seconda Lettera ai Corinzi.
Fin dalla dissertazione di dottorato, con la supervisione del gesuita belga Jan Lambrecht, così come in altre pubblicazioni posteriori, asserì che l'origine del concetto di riconciliazione in riferimento al rapporto divino-umano in 2 Corinzi 5:14-21 deve essere rinvenuto nella riconciliazione di Paolo con la comunità di Corinto e nella successiva rielaborazione teologica di tale vissuto personale da parte dell'Apostolo delle Genti.

In particolare, suggerì che il vero greco καταλλάγητε (trasl. katallagēte) presente in 2 Corinzi 5:20 debba essere considerata una forma riflessiva e non una forma passiva, quindi da tradursi come "riconciliarsi con Dio" e non come "essere riconciliato a Dio".
In un articolo presentato all'incontro annuale della Society of Biblical Literature (SBL) del 2008 a Boston, Bieringer propose l'espressione "teologia nel fare" per riferirsi al processo in base al quale le esperienze di vita quotidiana di Paolo e le risorse messe da Dio a sua disposizione lo portarono a concepire profonde intuizioni teologiche. Questo documento divenne la base introduttiva del ciclo di seminari intitolato Second Corinthians: Pauline Theology in the Making ("Seconda LEttera ai Corinzi: la teologia paolina in divenire") che ebbero luogo presso la SBL dal 2008 al 2019.
Alcune intuizioni di Bieringer sulla riconciliazione in 2 Corinzi sono state riprese e sviluppate nella tesi di dottorato di Ivar Vegge, pubblicata nella serie WUNT.

### Normatività del futuro
Nel 1996 Bieringer iniziò a sviluppare un'ermeneutica biblica orientata all'escatologia, un approccio che assunse il nome di "normatività del futuro".
Una "feconda" collaborazione fra gli studenti di Bieringer con quelli della teologa Mary Elsbernd (1946-2010) della Loyola University di Chicago condusse alla stampa del volume intitolato Normativity of the Future: Reading Biblical and Other Authoritative Texts in an Eschatological Perspective. La normatività del futuro consiste in un approccio dialogico fra la Scrittura e la sua attualizzazione nei "segni dei tempi", considerati entrambi come elementi della Rivelazione divina e del piano salvifico di Dio.
Avvalendosi di molteplici metodologie accademiche applicate allo studio biblico, prende in considerazione il mondo che era, che è e che viene dopo la Rivelazione della Sacra Scrittura.

Bieringer continua a coltivare questo approccio, ricercando come le Scritture sono usate in vari modi, come nel caso della formazione religiosa in Australia e del suo approccio teologico interdisciplinare.
L'approccio traccia le visioni escatologiche esplicite o implicite in un dato passaggio biblico (come il Regno di Dio, il nuovo cielo e la nuova terra, ecc.) e ricerca le qualità morali del testo: le dimensioni inclusive ed esclusive, gli indizi pneumatologici, le tracce della virtù della speranza e delle sue esigenze etiche. 

L'approccio della normatività del futuro incorpora anche le meta-domande ermeneutiche riguardanti l'interprete, il processo e i risultati interpretativi e il loro impatto sulle comunità, specialmente quelle che incontrano una fazione avversa nel corso della storia.

### Giudaismo e Maria Maddalena nel quarto Vangelo
In collaborazione con Didier Pollefeyt, Reimund Bieringer ha ulteriormente sviluppato la normatività del futuro approccio nel contesto del dialogo ebraico-cristiano. Il loro progetto congiunto sulle presunte tendenze antiebraiche nel Quarto Vangelo (con particolare riferimento a Giovanni 8:31-59) portò all'incontro dal titolo  Anti-Judaism and the Fourth Gospel in 2000, svoltosi a Lovanio in merito al rapporto tra antigiudaismo e Quarto Vangelo, che da allora è rimasto al centro della sua attività di ricerca. Dalla collaborazione con Peter De Mey nacque l'iniziativa del seminario The Spirit, Hermeneutics and Dialogues, svoltosi a Lovanio dal 25 al 27 maggio 2016.
L'adozione di una visione del mondo propriamente femminista diedero luogo nel 2005 al progetto triennale di ricerca interdisciplinare su Giovanni 20:1-17, intitolato "Mary Magdalene and the Touching of Jesus. An Intra- and Interdisciplinary Investigation of the Interpretation of John 20:17 in Exegesis, Iconography and Pastoral Care, Research Foundation Flanders, 2005-2008 (" Maria Maddalena e il tocco di Gesù. Un'indagine intra-interdisciplinare sull'interpretazione di Giovanni 20:17 in termini di esegesi, iconografia e cura pastorale"). I risultati dello studio, condotto a cura della Fondazione per la ricerca delle Fiandre, furono pubblicizzati in molteplici canali,quali: articoli, un volume specifico, interviste radiofoniche, lezioni, dibattiti e una mostra sull'immagine di Maria Maddalena e l'iconografia del Noli me tangere.
La ricerca di Bieringer si concentra anche sulla questione della continuità e della discontinuità tra ebraismo e cristianesimo ai tempi di Paolo. Il progetto interdisciplinare New Perspectives on Paul and the Jews ("Nuove prospettive su Paolo e gli ebrei") ha studiato il contributo della teologia paolina al processo di autostrutturazione dell'identità e della coscienza cristiana in relazione sia al dialogo fra ebrei e convertiti al tempo di Paolo che nell'attualità del dialogo ecumenico fra Ebrei ed ebreo-cristiani.